# 1,2-乙二硫醇
1,2-乙二硫醇，又称乙二硫醇，分子式为C2H4(SH)2，室温下为无色有气味的液体。可用于有机合成试剂和螯合配体。

## 有机合成应用
1,2-乙二硫醇比乙二醇反应性更强，更易与醛和酮反应生成缩硫醛／酮。后者是有机合成中的重要中间体，也可用于羰基的保护。
C2H4(SH)2  +   RR'CO  →  C2H4S2CRR'  +  H2O
缩硫醛／酮用加氢的雷尼镍处理，硫原子脱掉，羰基被还原为亚甲基。若需恢复羰基，则要加入Hg2+以与体系中的硫醇反应，沉淀出HgS，使反应平衡移动。
二醇如乙二醇与醛酮反应生成缩醛／缩酮；其他1,2-和1,3-取代的二硫醇也可发生类似反应，分别生成五元和六元缩硫醛／酮。缩硫醛的氢可被脱去，且生成的碳负离子可发生烷基化，缩硫酮则不然，因此可依此区分此二者。

## 合成
1,2-乙二硫醇可由1,2-二溴乙烷与硫脲反应后水解制得。